# Вулиця Володимира Великого (Львів)
Ву́лиця Володи́мира Вели́кого — одна з магістральних вулиць у Франківському районі міста Львова, в місцевості Кульпарків. Сполучає вулиці Кульпарківську та Виговського з вулицею Стрийською, утворюючи перехрестя з вулицею Княгині Ольги. Прилучаються вулиці Івана-Теодозія Куровця, Василя Симоненка, Софії Караффи-Корбут, Тролейбусна та Володимира Янева.

## Назва
На початку 1930-х років називалася Дорога до закладу на Кульпаркові, у 1933 році отримала назву Закладова, тому що прямувала до закладу для душевнохворих на Кульпаркові, протягом німецької окупації — Кранкенгаусштрассе (укр. Госпітальна вул.). У 1946 році отримала назву Артема, на честь радянського партійного діяча Федора Сергєєва (Артема). Сучасна назва походить з 1990 року, на згадку про князя київського Володимира Великого.

## Історія та забудова
В межах вулиці раніше існувало підміське село Липники, яке належало до приміської громади Кульпаркова. У 1926—1927 роках за проєктом архітектора Людомила Гюрковича на Кульпарківському цвинтарі споруджена необарокова римо-католицька капличка, що по другій світовій війні стала православною церквою Святого Введення. На початку 1970-х років під час підготовки до будівництва капличка та цвинтар були знищені. За часів незалежності на згадку про православну церкву Святого Введення, зруйнованої у 1973 році радянською владою, за будинком № 34 встановлений пам'ятний знак-хрест.
У 1960—1970-х роки уздовж вулиці було збудовано житловий масив стандартних п'яти- та дев'ятиповерхових житлових багатоквартирних будинків — перша забудова житлового масиву «Південний».

### Будинки
№ 2 — дванадцятиповерхова споруда видавничо-поліграфічного комплексу «Вільна Україна», зведена у 1975 році за проєктом архітекторів Б. Гапи та Володимира Дорошенка на розі з вулиць Володимира Великого та Стрийської. За радянських часів тут містилися видавництво «Вільна Україна» обласного комітету КПРС та редакція газети «Львівська правда», а також магазин «Союздрук» на першому поверсі будівлі видавництва «Вільна Україна». Нині в будівлі розташовані видавництво АТ «Видавництво „Вільна Україна“» корпоративне підприємство АТ «ДАК "Укрвидавполіграфія“», редакції газет «Високий Замок» та «Львівська реклама», деякі приміщення винаймають приватні структури.
В приміщенні колишнього магазину «Союздрук», одну зі стін, прикрашає мозаїка «Інформаційний простір» — композиція з п'ятьма жіночими постатями символізує обмін інформацією між материками. Вона була виконана у 1984 році художником Богданом Сойкою зі смальти майже на усій площі стіни. Мозаїка у 2019 році була занесена до переліку цінних об'єктів монументального мистецтва Львова, які підлягають захисту та мала охоронний статус. Станом на початок 2024 року від мозаїки залишився лише контур на цементі. Підготовчі роботи з відновлення знищеної мозаїки «Інформаційний простір» розпочали навесні 2024 року. Відновлювала панно команда фахівців під керівництвом художника, викладача Львівської національної академії мистецтв Василя Сивака. Відтворення проводили за архівними фото, використовуючи понад 500 тисяч скляних камінців смальти, підібраних по всій Україні. Мозаїка виконана у тій самій техніці та розмірах, що й оригінал — 18 м². Її розміщено на другому поверсі. Всі роботи з відтворення мозаїки «Інформаційний простір» профінансувало ТДВ «Торгпреса». Восени 2025 року панно стане відкритим для відвідувачів.
№ 4 — чотириповерхова офісна будівля радянських часів. Тут розташований Український науково-дослідний інститут поліграфічної промисловості ім. Т. Г. Шевченка, а також офіси приватних фірм.
№ 10в — Львівський інженерний ліцей.
№ 12 — Фаховий коледж інформаційних технологій Національного університету «Львівська політехніка», створений на початку квітня 1945 року, як львівський технікум зв'язку. Відповідальним за створення навчального закладу був призначений Сорокін П. І. і вже 27 травня 1945 року Рада Народних Комісарів СРСР видає розпорядження № 8024 про організацію Львівського електротехнікуму зв'язку. Першим директором стає Якунін П. Н., а під навчальний корпус виділено приміщення на вул. 17 Вересня (нині — вул. Січових Стрільців), 7. У 1948 році відбувся перший випуск за спеціальністю «Міжміський телефонний зв'язок» і склав 19 осіб.Під час керівництва навчальним закладом Фатуєва К. І. (1952—1973 роки), розпочато будівництво навчального та лабораторного корпусів на тодішній вулиці Артема, 12 (нині — вул. Володимира Великого), а за наступного директора Гуцалова Є. Ф. (1973—1976 роки) — завершено будівництво навчальних корпусів. У 1980-х роках серед 48 галузевих навчальних закладів Міністерства зв'язку СРСР технікум став потужним навчальним центром з підготовки спеціалістів зв'язку. У 1998 році — вищий навчальний заклад першого рівня акредитації і отримує ліцензію на підготовку фахівців за напрямом «Телекомунікації», а 2000 року — ліцензію на підготовку фахівців за спеціальністю «Обслуговування комп'ютерних та інтелектуальних систем і мереж». У листопаді 2002 року навчальний заклад переходить у підпорядкування Державного університету інформаційно-комунікаційних технологій як Львівський технікум ДУІКТ. У травні 2004 року технікум реорганізований у Львівський коледж Державного університету інформаційно-комунікаційних технологій. 12 листопада 2018 року Львівський коледж Державного університету телекомунікацій розпочинає процес входження в структуру Національного університету «Львівська політехніка» як коледж телекомунікацій та комп'ютерних технологій НУ «Львівська політехніка». 2 січня 2019 року згідно Наказу Міністерства освіти і науки України № 1-1-10 Львівський коледж Державного університету телекомунікацій увійшов в структуру НУ «Львівська політехніка» як відокремлений структурний підрозділ «Фаховий коледж інформаційних технологій Національного університету „Львівська політехніка“».
№ 26а — багатофункціональний торгово-офісний комплекс «Океан». Будівля зведена у 1982 році за спільним проєктом архітекторів Василя Каменщика та Ярослава Мастила як магазин «Океан». На зовнішньому фасаді нанесена «океанічна мозаїка», автором якої є відомий живописець Володимир Патик.
№ 39 — п'ятиповерховий житловий будинок, збудований наприкінці 1960-х років. У підвалі першого під'їзду діє дитячий клуб «Атлант». 
№ 41а — двоповерхова будівля початкової школи «Малюк» Львівської міської ради, розрахована на 256 дітей (початкова школа — 140 дітей, дошкільне відділення — 116 дітей).
№ 50 — семиповерхова будівля колишнього готелю «Карпати», споруджена у 1984 році, а від 1990-х років — «Гетьман». У фоє готелю знаходиться бронзове погруддя Т. Г. Шевченка.
№ 52 — шестиповерховий адміністративно-виробничий корпус Державного проєктного інституту № 14 (нині — Львівський проектний інститут), споруджений у 1960-х роках. Нині в будівлі крім інституту, також міститься офіс української ІТ-компанії «SoftServe».
№ 55а — Ліцей № 2 Львівської міської ради.
№ 55б — двоповерхова будівля львівської середньої загальноосвітньої школи № 2, зведена у 1971 році. 1 вересня 1971 року відбулося урочисте відкриття школи, першим директором якої став В. А. Чикуленко. Від 1986 року школу керманичем школи стала Лідія Савчук. Саме вона у 1988 році ввела поглиблене вивчення англійської мови з сьомого класу. У 1991 році запроваджено поглиблене вивчення іноземних мов з першого класу, а також відкрито музей «Львів'яни – лауреати Шевченківської премії». У 1993 році відкрито народознавчий кабінет «Світлиця». 2007 року відбулося відкриття Євроклубу «Європростір». У 2018 році школу перейменовано на Ліцей № 2 Львівської міської ради.
№ 58 — гіпермаркет «Ашан Південний», відкритий 10 вересня 2015 року у новозбудованому ТЦ «Уніцентр», котрий став другим за ліком гіпермаркетом цієї мережі у Львові.

## Інфраструктура
Вулиця заасфальтована, має по дві смуги руху у кожен бік.

### Транспорт
Вулицею прокладено тролейбусний маршрут № 3 та декілька автобусних маршрутів. Від 1 липня 2019 року змінилася нумерація тролейбусних маршрутів у Львові. Згідно цих змін, колишній тролейбусний маршрут № 3 став № 23. Від 10 серпня 2022 року вулицею Володимира Великого почав курсувати ще й тролейбусний маршрут № 38, який сполучає проспект Святого Івана Павла ІІ з площею Кропивницького. Маршрут, за яким курсують тролейбуси, не новий. Раніше йому відповідав автобусний маршрут № 38.

### Обслуговування
Послуги з управління багатоквартирними будинками, що знаходяться на вул. Володимира Великого надають три комунальних підприємства — ЛКП «Південне», ЛКП «Сонячне» та ЛКП «Магістральне». Охороною громадського порядку в межах діяльності кожного з перелічених ЛКП займається певних дільничний пункт поліції Франківського ВП ГУНП у Львівській області. Так, зокрема, територію ЛКП «Сонячне» обслуговує дільничий пункт поліції, розташований на вул. Володимира Великого, 5, ЛКП «Магістральне» — вул. Науковій, 32а та ЛКП «Південне» — на вул. Кульпарківській, 139.

## Культові споруди
На вул. Володимира Великого, 10а, у 1996 році збудовано греко-католицькій храм Вознесіння Господнього. У 2004—2005 роках, поряд з храмом, за проєктом архітектора Юрія Верхоли, зведено будівлю навчально-катехитичного центру парафії із дзвіницею, яка прикрашена мозаїчною іконою Діви Марії (автор мозаїки художник-монументаліст Григорій Олексюк).
У 2010-х роках працівниками проєктно-виробничого приватного підприємства «Сенс ПП» розроблено проєкт реконструкції існуючого храму з переплануванням та прибудовою і надбудовою. Проєкт було затверджено комісією сакрального мистецтва при Архиєпархіальному управління УГКЦ. Протягом травня 2023 — вересня 2024 року проведено реконструкцію храму, по якій святиня набула сучасного вигляду.
На вулиці Василя Симоненка, що сполучається з вулицею Володимира Великого збудовано найбільшу сучасну культову споруду міста — церкву святих Володимира і Ольги.
В парку «Горіховий Гай» у 2007 році збудована дерев'яна церква Стрітення Господнього (вул. Володимира Великого, 14). Храм належить ПЦУ. 1 грудня 2015 року, близько четвертої години в церкві виникла пожежа. Вогнем знищено дах на площі 30 м² та речі церковного вжитку на площі 10 м². Пожежу локалізовано опів на п'яту та ліквідовано близько п'ятої години ранку силами пожежних підрозділів ГУ ДСНС України у Львівській області.

## Культура та відпочинок
У 1970-ті роки з парного боку вулиці Володимира Великого був закладений парк «Горіховий гай» (до 1990-х років— «30-річчя звільнення Львова») з двома ставками.
Посеред парку розташований Lviv Film Center, відкритий у 1978 році як дитячий кінотеатр «Орлятко», на початку 1990-х років перейменований на «Сокіл». У середині 1990-х років кінотеатр тимчасово припинив кінопоказ, але відновив свою діяльність у 2003 році.

## Пам'ятники та меморіальні таблиці
Біля будівлі поліграфічного комбінату видавничо-поліграфічного комплексу «Вільна Україна» у 1970-х роках був встановлений пам'ятний знак на честь газети «Правда», демонтований у 1990-х роках.

## Світлини

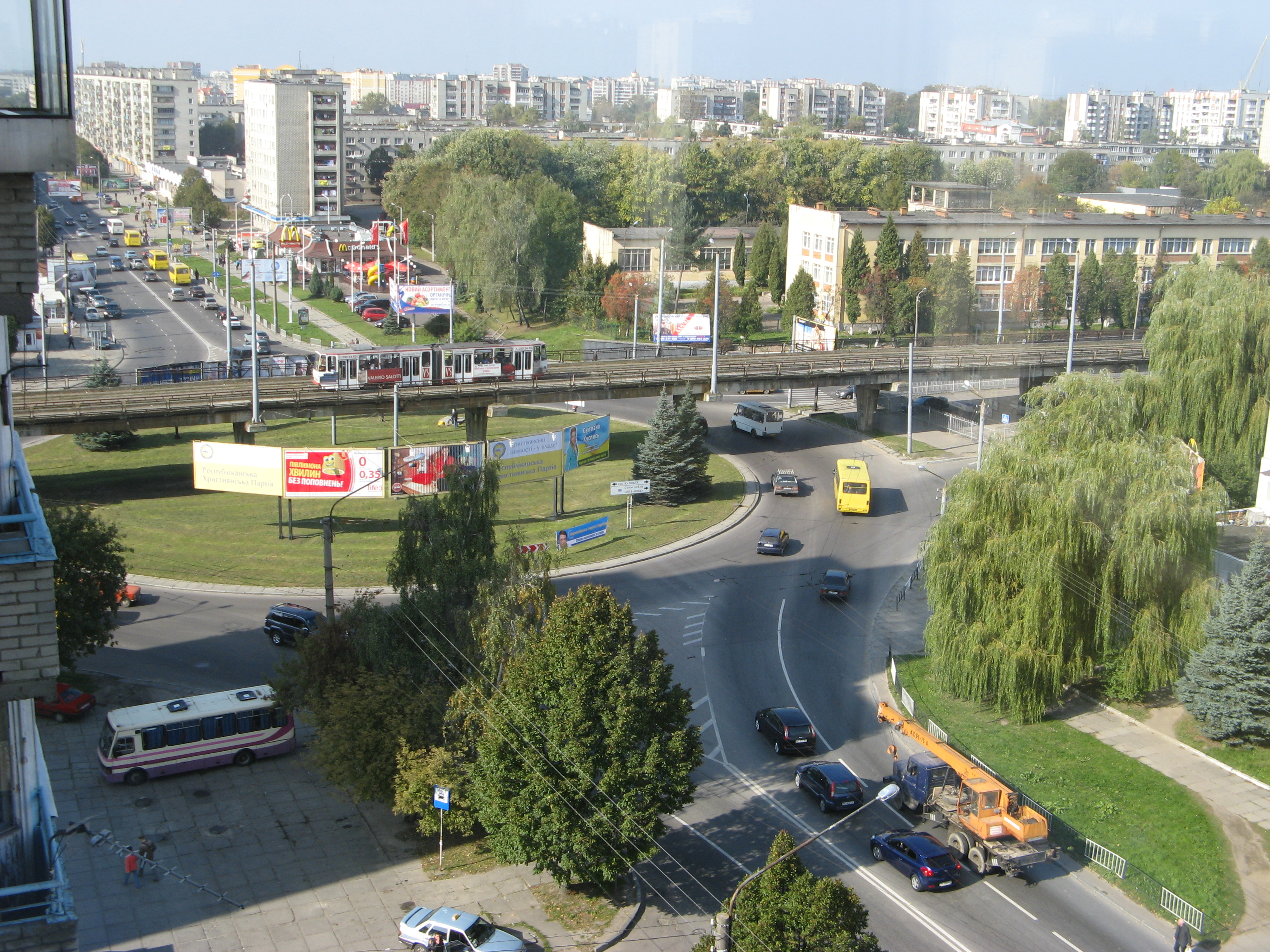
Транспортна розв'язка на перехресті вул. Володимира Великого і вул. Княгині Ольги
Львівський кіноцентр
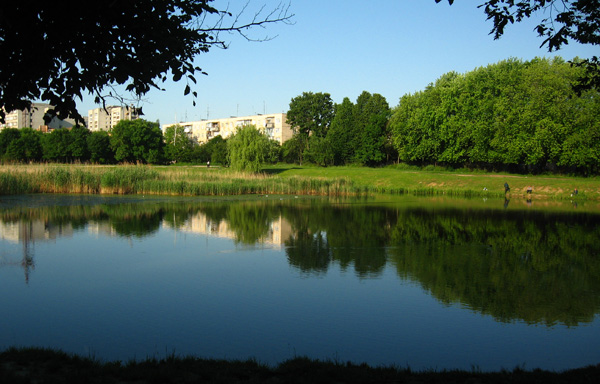
Озеро Олеська долина у парку «Горіховий гай»
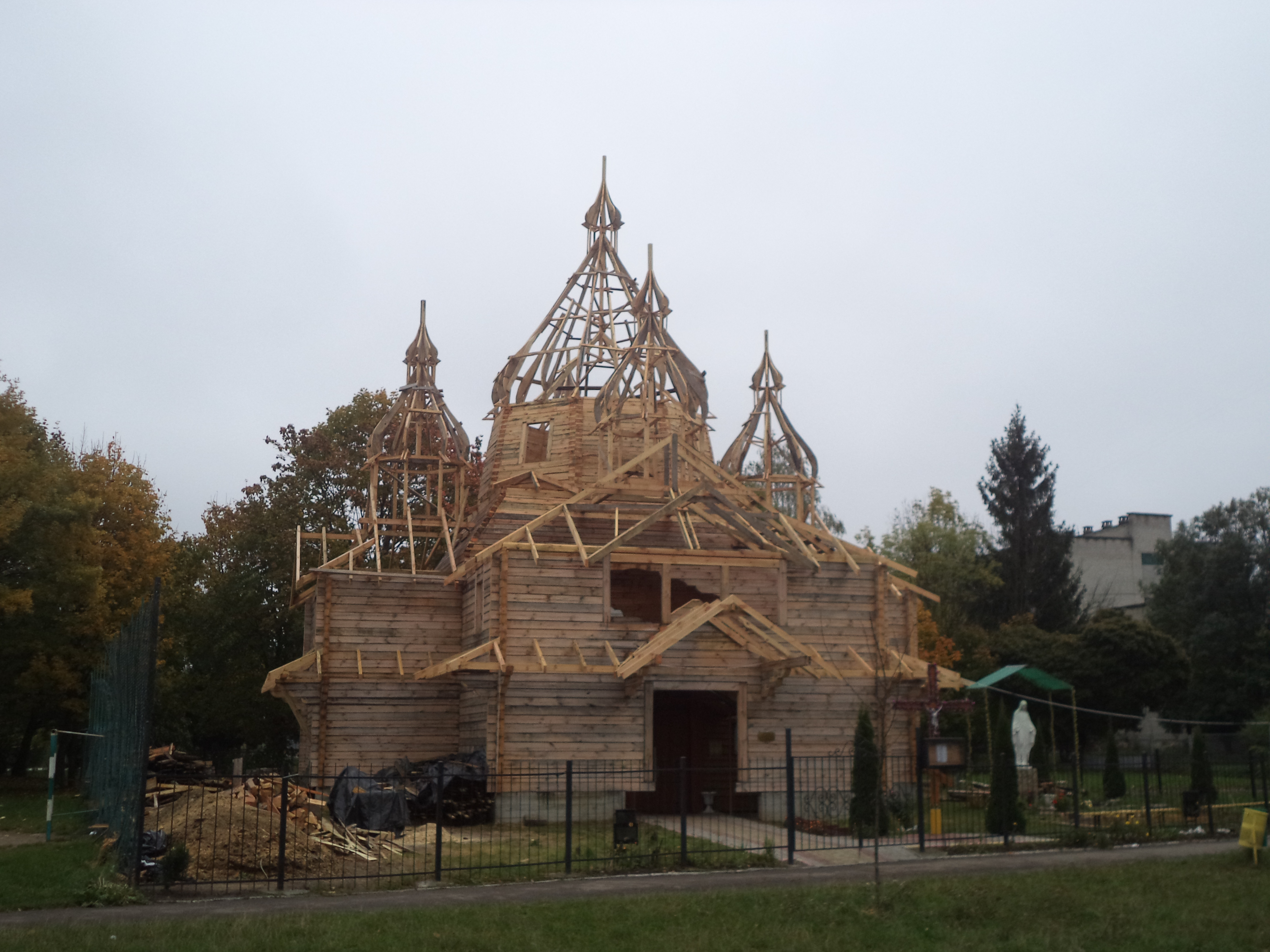
Відбудова церкви Стрітення Господнього після пожежі у 2015 році
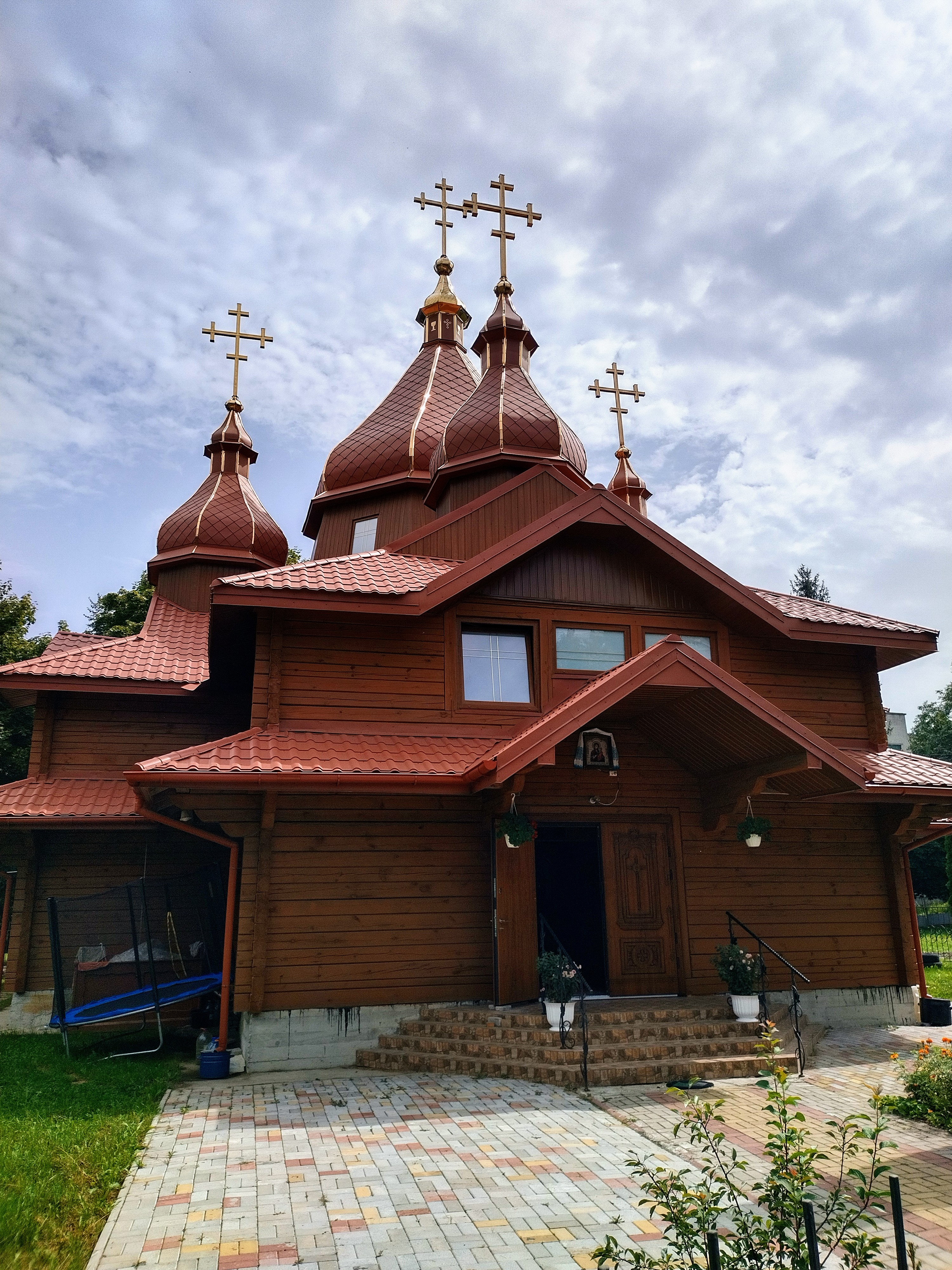
Церква Стрітення Господнього